# Pat Flaherty (acteur)
Pour les articles homonymes, voir Pat Flaherty.

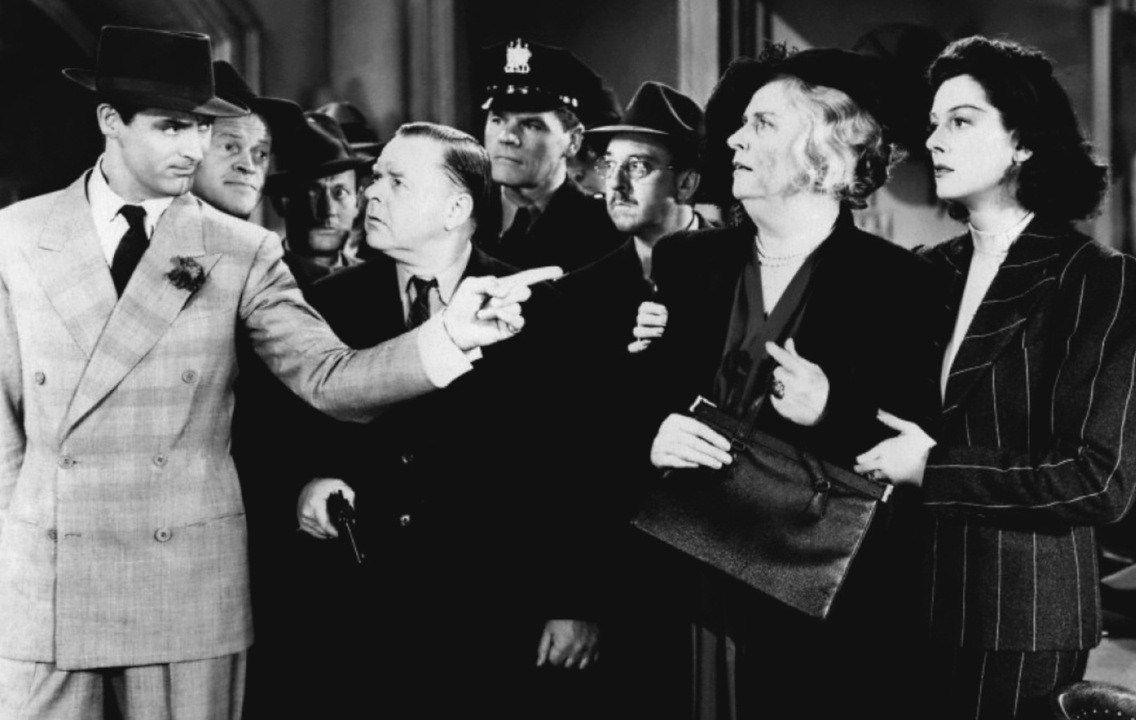
De gauche à droite : Cary Grant, Frank Jenks, Roscoe Karns, Gene Lockhart, Pat Flaherty, Porter Hall, Alma Kruger et Rosalind Russell, dans La Dame du vendredi (1940)

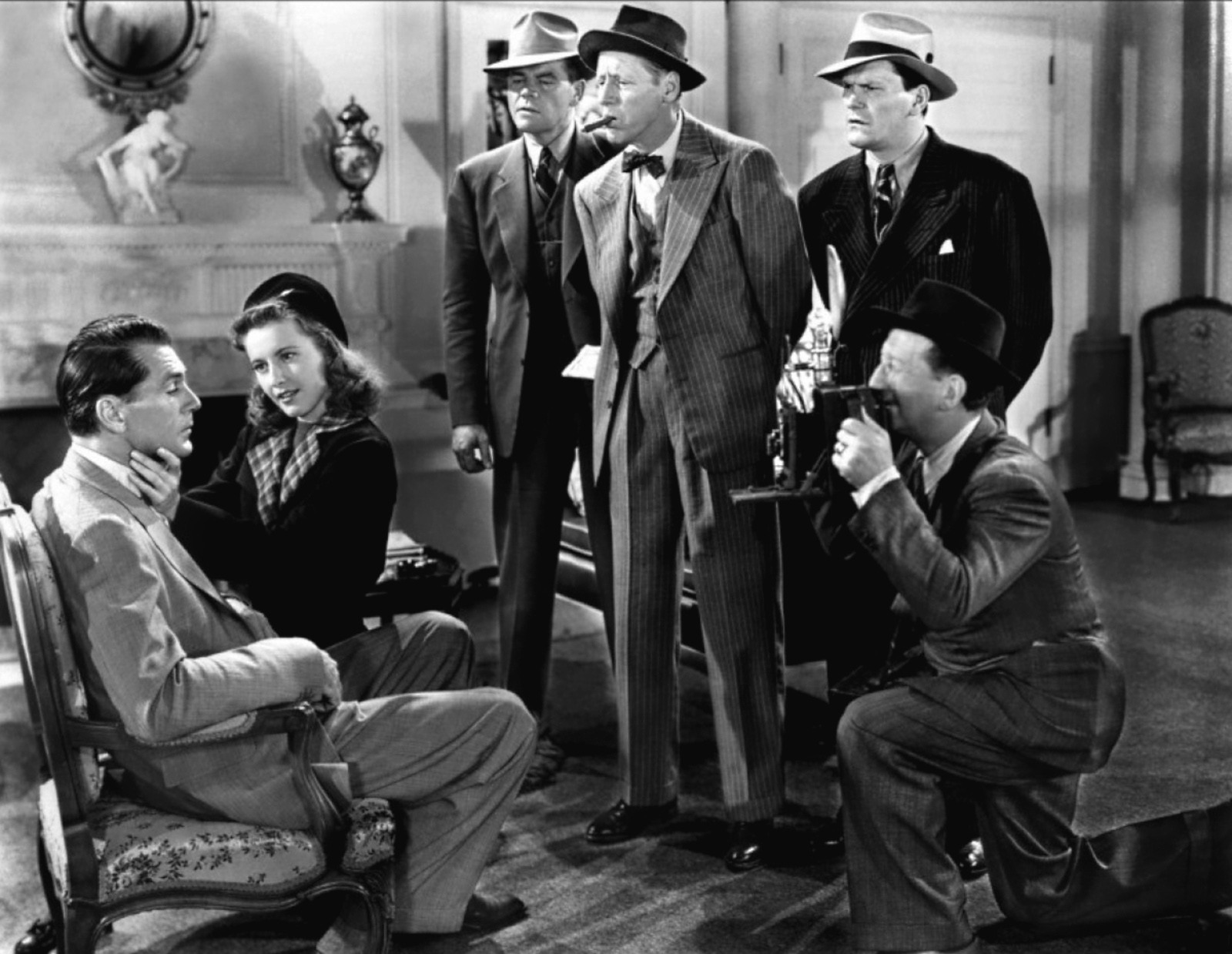
De gauche à droite : Gary Cooper, Barbara Stanwyck,
Pat Flaherty, Irving Bacon, Warren Hymer et Hank Mann, dans L'Homme de la rue (1941)

Edmund Joseph Flaherty, dit Pat Flaherty, né le 8 mars 1897 à Washington (district de Columbia), mort d'une crise cardiaque le 2 décembre 1970 à New York (État de New York), est un acteur américain.

## Biographie
D'abord joueur professionnel de baseball et de football américain, Pat Flaherty débute en 1934 au cinéma, où il tient souvent des petits rôles non crédités, en particulier de policiers. Il apparaît en tout dans près de deux-cents films américains, le dernier étant La Maison des otages de William Wyler, avec Fredric March et Humphrey Bogart, sorti en 1955.
Mentionnons également Les Révoltés du Bounty de Frank Lloyd (version de 1935, avec Clark Gable et Charles Laughton), L'Homme de la rue de Frank Capra et Sergent York d'Howard Hawks (tous deux de 1941 et avec Gary Cooper). Notons aussi sa participation à des films consacrés au baseball, dont Vainqueur du destin de Sam Wood (1942, avec Gary Cooper personnifiant Lou Gehrig), The Babe Ruth Story de Roy Del Ruth (1948, avec William Bendix dans le rôle de Babe Ruth) et The Jackie Robinson Story d'Alfred E. Green (1950, avec Jackie Robinson dans son propre rôle).
Enfin, pour la télévision, Pat Flaherty contribue à quatre séries, en 1953-1954.

## Filmographie partielle

### Au cinéma
- 1934 : Les Gars de la marine (Come on Marines) d'Henry Hathaway
- 1934 : L'Introuvable (The Thin Man) de W. S. Van Dyke
- 1935 : Un drame au casino (The Casino Murder Case) d'Edwin L. Marin
- 1935 : Les Révoltés du Bounty (Mutiny on the Bounty) de Frank Lloyd
- 1935 : Rivaux (Under Pressure) de Raoul Walsh
- 1935 : Chronique mondaine (After Office Hours) de Robert Z. Leonard
- 1935 : Les Hors-la-loi ( 'G' Men) de William Keighley
- 1935 : La Malle de Singapour (China Seas) de Tay Garnett
- 1936 : À New York tous les deux (en) (The Luckiest Girl in the World) d'Edward Buzzell
- 1936 : Mon homme Godfrey (My Man Godfrey) de Gregory La Cava
- 1936 : Héros malgré lui (Sons o' Guns) de Lloyd Bacon
- 1937 : Un jour aux courses (A Day at the Races) de Sam Wood
- 1937 : On Again-Off Again d'Edward F. Cline
- 1937 : La Révolte (San Quentin) de Lloyd Bacon
- 1937 : Une étoile est née (A Star is born) de William A. Wellman
- 1937 : Les Cadets de la mer (Navy Blue and Gold) de Sam Wood
- 1937 : Sous-marin D-1 (Submarine D-1) de Lloyd Bacon
- 1938 : Madame et son clochard (Merrily we live) de Norman Z. McLeod
- 1938 : Always in Trouble de Joseph Santley
- 1939 : Seuls les anges ont des ailes (Only Angels have Wings) d'Howard Hawks
- 1939 : Les Conquérants (Dodge City) de Michael Curtiz
- 1939 : En surveillance spéciale (Invisible Stripes de Lloyd Bacon
- 1940 : Kitty Foyle (Kitty Foyle : The Natural History of a Woman) de Sam Wood
- 1940 : Les Raisins de la colère (The Grapes of Wrath) de John Ford
- 1940 : L'Appel des ailes (Flight Command) de Frank Borzage
- 1940 : La Dame du vendredi (His Girl Friday) d'Howard Hawks
- 1941 : L'Homme de la rue (Meet John Doe) de Frank Capra
- 1941 : Rise and Shine d'Allan Dwan
- 1941 : Sergent York (Sergeant York) d'Howard Hawks
- 1942 : Les Chevaliers du ciel (Captains of the Clouds) de Michael Curtiz
- 1942 : Vainqueur du destin (The Pride of the Yankees) de Sam Wood
- 1942 : Gentleman Jim de Raoul Walsh
- 1942 : Le Témoin disparu (Just Off Broadway) d'Herbert I. Leeds
- 1943 : Les Aventures de quatre élèves pilotes (Adventures of the Flying Cadets) de Lewis D. Collins et Ray Taylor
- 1943 : Rencontre à Londres (Two Tickets to London) d'Edwin L. Marin
- 1946 : La Rapace (Decoy) de Jack Bernhard
- 1946 : Nocturne d'Edwin L. Marin
- 1946 : Le Secret de la madone (The Madonna's Secret) de Wilhelm Thiele
- 1947 : L'Ange et le Mauvais Garçon (Angel and the Badman) de James Edward Grant
- 1947 : La Maison rouge (The Red House) de Delmer Daves
- 1948 : The Babe Ruth Story de Roy Del Ruth
- 1948 : La Rivière d'argent (Silver River) de Raoul Walsh
- 1948 : Key Largo de John Huston
- 1948 : Broadway mon amour (Give My Regards to Broadway) de Lloyd Bacon
- 1950 : The Jackie Robinson Story d'Alfred E. Green
- 1950 : Harvey d'Henry Koster
- 1950 : Quand la ville dort (The Asphalt Jungle) de John Huston
- 1950 : Trois Petits Mots (Three Little Words) de Richard Thorpe
- 1950 : Le Marchand de bonne humeur (The Good Humor Man) de Lloyd Bacon
- 1950 : Kill the Umpire de Lloyd Bacon
- 1951 : The Racket de John Cromwell
- 1951 : Histoire de détective (Detective Story) de William Wyler
- 1952 : Au royaume des crapules (Hoodlum Empire) de Joseph Kane
- 1952 : Barbe-Noire le pirate (Blackbeard the Pirate) de Raoul Walsh
- 1953 : Lune de miel au Brésil (Latin Lovers) de Mervyn LeRoy
- 1955 : La Maison des otages (The Desperate Hours) de William Wyler

### À la télévision
- 1954 : Série The Public Defender, Saison 1, épisode 10 Let Justice be done d'Erle C. Kenton et épisode 15 The Hobo Story